# Cabot d'ortiga
El cabot d'ortiga (Gobius bucchichii) és una espècie de peix de la família dels gòbids i de l'ordre dels perciformes.

## Morfologia
- Els mascles poden assolir els 10 cm de longitud total.
- El cos és cilíndric i comprimit al peduncle caudal.
- La pell és mucosa i el protegeix dels tentacles urticants de les ortigues de mar o anemones.
- Per davant els orificis nasals hi ha uns petits tentacles.
- El cap és gros i ample amb els ulls a la part superior i la boca circular.
- Té dues aletes dorsals: la segona molt més llarga que la primera i quasi igual de llarga que l'anal. Les aletes pectorals tenen radis lliures ben desenvolupats. Les pèlviques es fusionen formant un disc. La caudal és rodona.
- És de color marró clar i gris amb tons grocs i amb una taca grossa i negra a la base de les pectorals. Té una taca negra allargada que travessa els ulls.[2][3]

## Reproducció
La maduresa sexual li arriba durant el primer any de vida i quan fa 3,4-3,8 cm de llargària. Es reprodueix durant la primavera. Els mascles són territorials i durant l'època de reproducció atreuen les femelles cap al seu territori.

## Alimentació
Menja petits invertebrats bentònics (crustacis, poliquets, mol·luscs) i algues.

## Hàbitat
És bentònic i apareix a prop de l'ortiga Anemonia sulcata enfonyant-se dins els urticants tentacles (és l'únic peix de la mar Mediterrània que pot fer-ho). Prefereix els fons sorrencs i rocallosos litorals fins als 30 m de fondària i amb una temperatura de l'aigua entre els 15 i els 24 °C.

## Distribució geogràfica
Es troba a la zona atlàntica propera a l'Estret de Gibraltar i a la mar Mediterrània.

## Conservació
Apareix com a espècie en «risc mínim» a la Llista Vermella de la UICN.